# José Manso de Velasco
Don José Antonio Manso de Velasco y Sánchez de Samaniego, primo conte di Superunda (Torrecilla en Cameros, 1688 – Priego de Córdoba, 6 maggio 1767), è stato un militare e politico spagnolo che ricoprì gli incarichi di Governatore Reale del Cile e di Viceré del Perù.

## Governatore del Cile

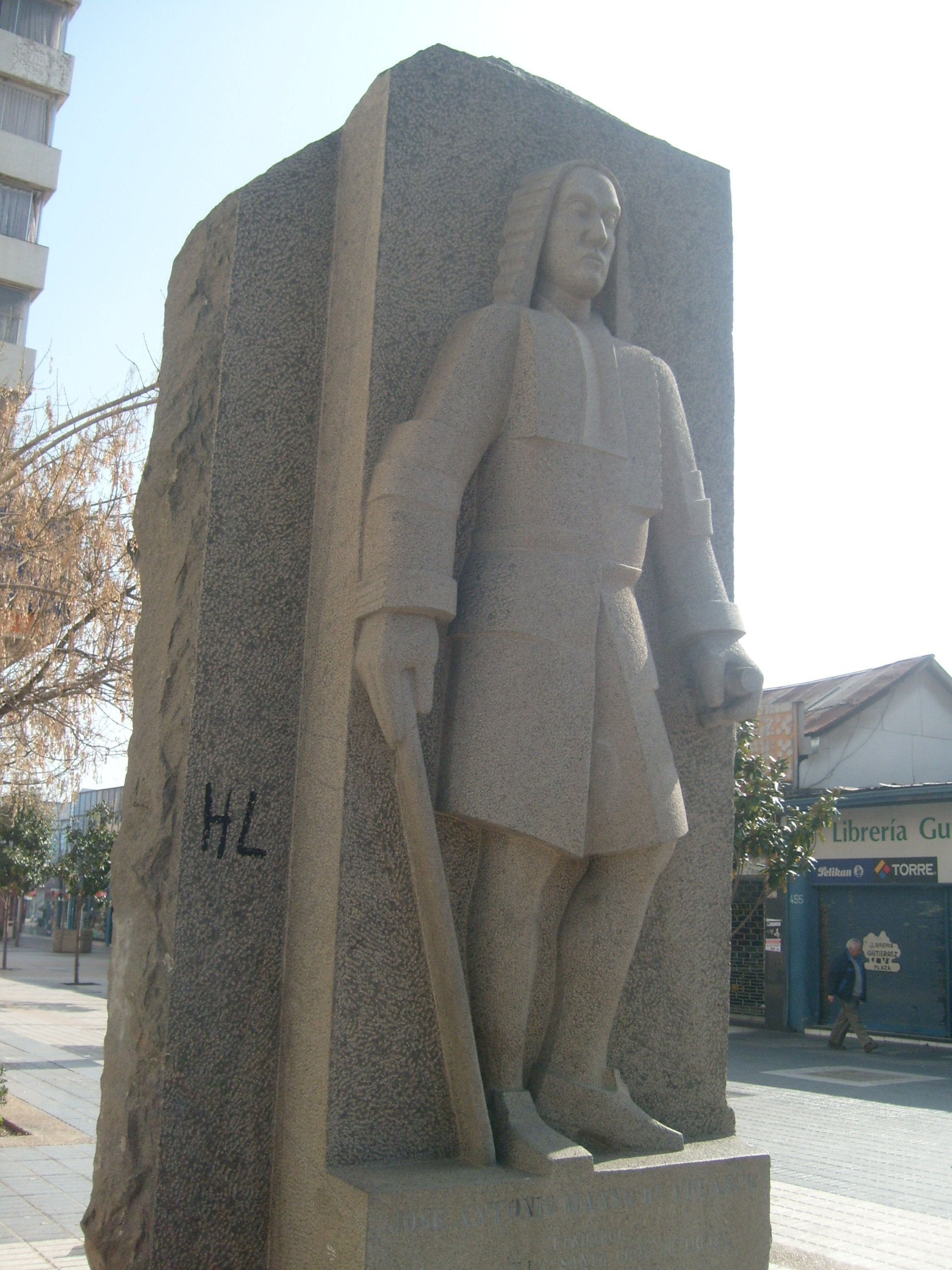
Governatore Manso de Velasco

Manso de Velasco fu governatore del Cile dal novembre 1737 al giugno 1744, ed in questo periodo si trovò di fronte a numerosi progetti da realizzare. Costruì il primo mercato alimentare pubblico di Santiago, canali di irrigazione sul fiume Maipo e frangiflutti sul fiume Mapocho; ricostruì Valdivia (distrutta da un terremoto), e celebrò l'armistizio con gli indigeni Mapuche nel "Parlamento di Tapihue".
Fondò inoltre numerose città cilene elencate qui con il loro nome attuale, il loro nome del tempo, e la data di fondazione:
- Cauquenes (Nuestra Señora de las Mercedes), 1742
- Copiapó (San Francisco de la Selva), 1744
- Curicó (San José de Buena Vista), 1743
- Melipilla (San José de Logroño), 1742
- Rancagua (Santa Cruz de Triana), 1743
- San Felipe, 1740
- San Fernando (San Fernando de Tinguiririca), 1742
- Talca (San Agustín de Talca), 1742

La sua efficienza e diligenza gli permisero di ambire ad un incarico superiore, per cui Ferdinando VI lo nominò viceré del Perù nel 1745, facendolo così diventare il primo Governatore Reale del Cile a fare il salto.

## Viceré del Perù
Manso de Velasco fu il viceré del Perù durante il regno di Ferdinando VI di Borbone, mantenendo l'incarico tra il 1745 ed il 12 ottobre 1761. Succedette a Antonio José de Mendoza Caamaño y Sotomayor ed a sua volta lasciò l'incarico a Manuel de Amat y Juniet. Il più importante evento occorso durante la sua amministrazione fu il grande terremoto di Lima del 1746.

### Terremoto di Lima
Il 28 ottobre 1746, attorno alle 10:30 di sera, un forte terremoto distrutte Lima ed i suoi dintorni. Ancora oggi è uno dei terremoti con più morti occorsi in quella regione. Le testimonianze sono discordi riguardo alla durata della scossa, variando dai 3 ai 6 minuti. L'intensità è stata stima a 10 o 11 gradi della scala Mercalli. Le scosse di assestamento, centinaia, proseguirono per i successivi due mesi.
A Lima la distruzione fu grande. Dei 60 000 abitanti, 1141 morirono. Solo 25 case rimasero in piedi. A Callao uno tsunami di circa 17 metri di altezza penetrò per 5 chilometri nell'entroterra, lasciando solo 200 sopravvissuti da una popolazione di 5000. Il fatto che il terremoto avvenne di notte aumentò probabilmente il numero dei morti, dato che molti stavano dormendo nelle loro case. In seguito al disastro la popolazione rimasta soffrì di fame e paura.
Le tecniche edilizie furono modificate in seguito al terremoto, abbandonando l'uso dei mattoni adobe sostituiti da tecniche quincha (graticcio e malta) che permettevano la costruzione di edifici più flessibili, e quindi resistenti all'attività sismica.
Il 10 febbraio 1747 fondò la città di Bellavista. Il 30 maggio 1755 furono iniziati i lavori di costruzione della cattedrale di Lima.

## Ultimi giorni

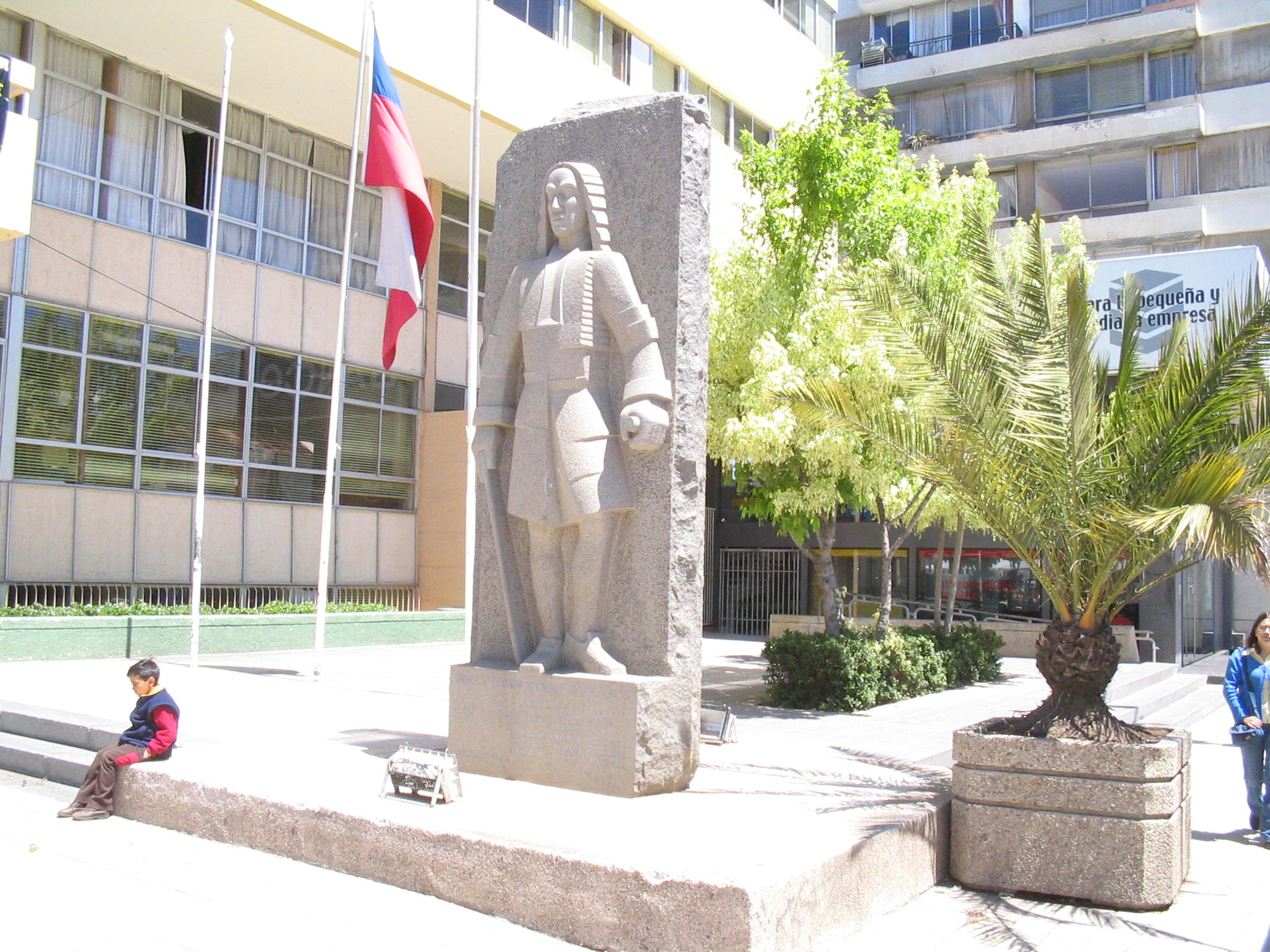
Statua di José Antonio Manso de Velasco nella città di Rancagua

Il vecchio e stanco Manso de Velasco chiese il permesso di fare ritorno in Spagna, e ricevette una risposta positiva dal re nel 1761. Il suo viaggio di ritorno passò da L'Avana nell'allora Capitaneria Generale di Cuba, proprio quando la colonia veniva attaccata dai britannici. Gli assaltatori assediarono il porto, e Manso de Velasco, il più alto in grado della zona, si ritrovò nominato "Capo del Consiglio di Guerra" dal governatore di Cuba. Per cui, all'età di 74 anni, guidò la difesa della città fortificata. Sfortunatamente le truppe che aveva a disposizione erano poco addestrate e mal equipaggiate, per cui gli spagnoli dovettero arrendersi dopo soli 67 giorni.
Catturato dagli inglesi, fu portato a Cadice in Spagna. Qui, essendo il "Capo del Consiglio di Guerra", fu ritenuto responsabile dell'ingloriosa sconfitta di Cuba, e sottoposto al giudizio della corte marziale. Fu condannato a "100 anni di sospensione dal servizio militare", e confinato nella città di Priego de Córdoba dove morì nel 1767.